# Neoclinus blanchardi
Neoclinus blanchardi е вид малка, но много издръжлива соленоводна риба от семейство Chaenopsidae, която има голяма уста и агресивно териториално поведение.

## Разпространение и местообитание
Тази риба е разпространена в Тихия океан, край бреговете на Северна Америка, от Сан Франциско, Калифорния, до централна Долна Калифорния. Среща се на дълбочина от 3 до 73 метра.

## Описание
Neoclinus blanchardi може да достигне до 30 см на дължина. Има удължено и тънко тяло, предимно безлюспесто, с големи гръдни перки и малки тазови перки. Обикновено са кафяви на цвят.
Плувните движения на тези риби са сложни. Плуването им се състои от кратки, бързи движения.

## Поведение
Neoclinus blanchardi се крият в черупки или пукнатини, въпреки че някои от тях са склонни да живеят в изкуствени предмети като например кутия за сода.
Когато два индивида водят териториална битка, те се борят, като притискат разтегнатите си усти една срещу друга, сякаш се целуват. Това им позволява да определят коя е по-голямата риба, която установява доминация.

## Размножаване
След като женската хвърля хайвер под скала или в дупки на миди, мъжкият пази яйцата. По време на сезона на хвърляне на хайвера на калмарите те ядат голям брой от техните яйца.

## Галерия
- В пластмасова кутия
- В Monterey Bay Aquarium
- В аквариум